# Saint-Martin-en-Coailleux
Saint-Martin-en-Coailleux est une ancienne commune française de la Loire.
Elle fait partie des quatre communes qui ont fusionné le 14 mars 1964 pour former une nouvelle entité administrative : le « grand » Saint-Chamond : Izieux, Saint-Chamond, Saint-Julien-en-Jarez et Saint-Martin-en-Coailleux.

## Toponymie
Saint-Martin-en-Coailleux a connu de multiples graphies avant de se stabiliser sur la forme actuelle. Le nom remonterait au latin Sanctus Martinus Aquae loci devenu Sanctus Martinus Coailliacus, mais l'étymologie aquae locus (lieu chargé d'eau) semble incertaine si on la rapporte à l'aqueduc du Gier situé deux kilomètres plus loin et de l'autre côté de la rivière. Dans le latin du XIVe siècle, on disait Sanctus Martinus Acuallieu.
La toponymie française dénombre 238 communes portant le nom de Saint-Martin, l'un des saints parmi les plus vénérés en Gaule. Saint-Martin est connu pour son œuvre d'évangélisation des campagnes, notamment dans la vallée de la Loire.

## Géographie

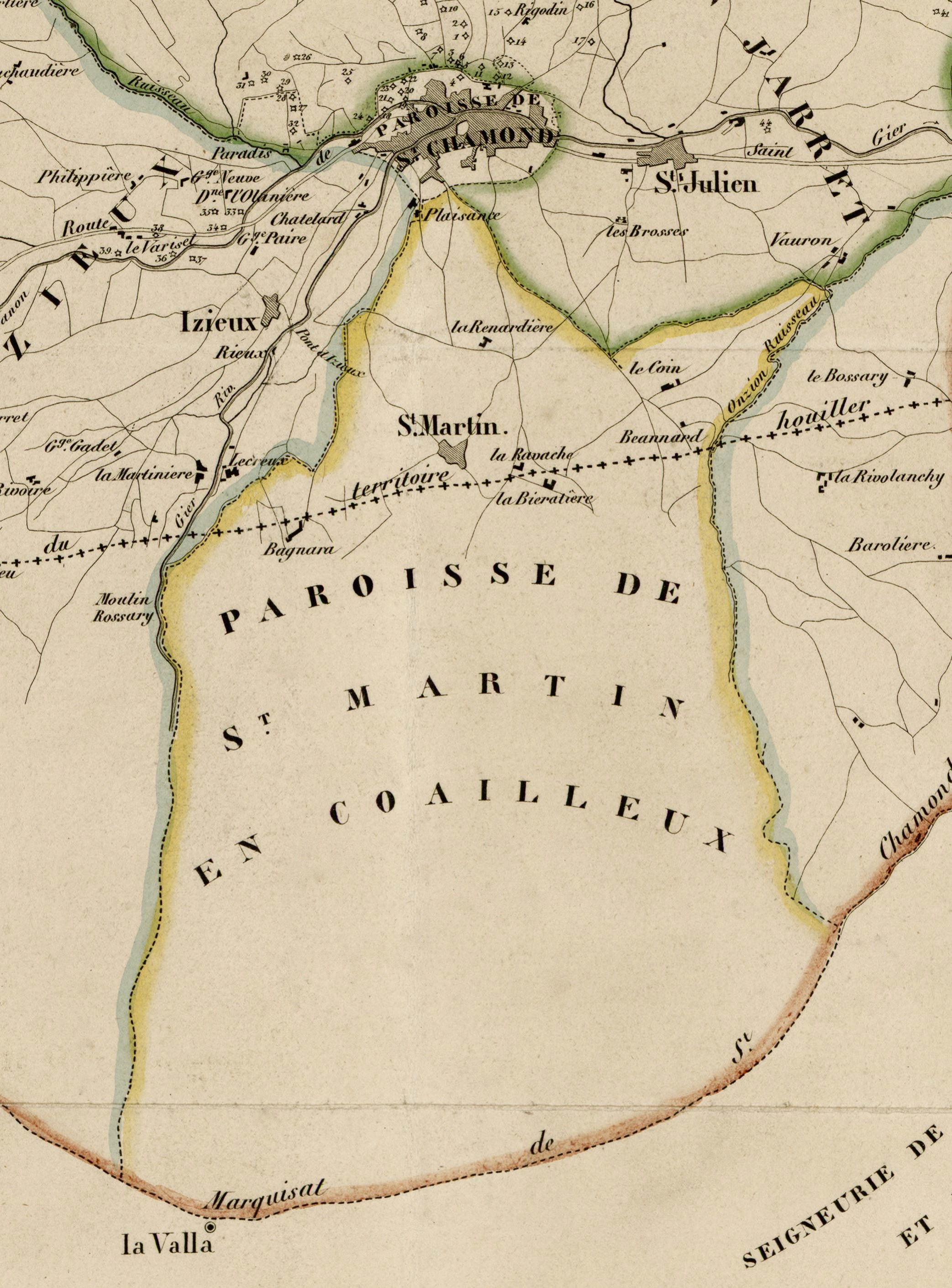
La paroisse de Saint-Martin-en-Coailleux, extrait carte 1850.

Saint-Martin-en-Coailleux se situe sur l'un des versants nord du Mont Pilat, dans la partie sud de la commune de Saint-Chamond. Son altitude est de 484 m environ.

### Hydrographie
Deux cours d'eau, coulant au nord, traversent l'aire communale et constituent une partie de ses limites latérales : la rivière du Gier, à l'ouest, qui la sépare d'Izieux ; et le ruisseau de l'Onzion, à l'est, qui la sépare de Saint-Paul-en-Jarez. On trouve aussi le ruisseau de la Combe du grand Val, le ruisseau des Sagnols, le ruisseau Bessy et quelques rus.
Saint-Martin-en-Coailleux est concerné par la partie amont du Gier où la rivière passe de la pente montagneuse et boisée du Pilat à une pente moins forte dans les landes et les prés de fauche.

### Territoire
Au XIXe siècle, le territoire de la commune comprend différentes parties : le Bourg, La Valette, l'habitat épars. En 1911, la répartition est plus diversifiée : le Bourg, la Renardière, Plaisance, Les Charmilles, Croix-Raisin, les hameaux de population éparse.

## Histoire
Saint-Martin-en-Coailleux relève de la justice des seigneurs de Saint-Chamond. La localité fait partie, en 1173, de la maison de Lavieu. En 1280, elle passe à Godemard II, par suite d'une vente.
Le 31 août 1902, à Saint-Martin-en-Coailleux, Aristide Briand, député de la Loire prononce un discours «sur la morale civique et l'esprit laïque opposés au dogmatisme religieux».
La franc-maçonnerie est présente à Saint-Martin-en-Coailleux en la personne de l'instituteur Émile Berthelon, exerçant à La Valette en 1910, d'après un répertoire antimaçonnique.

## Population
En l'espace de 170 ans, la population de cette commune mi-rurale mi-industrielle a été multipliée par 3.
- 1793 : 912
- 1800 : 910
- 1806 : 1 074
- 1821 : 996
- 1831 : 1 084
- 1836 : 1 085
- 1841 : 1 109[10]
- 1846 : 1 227
- 1851 : 1 178[11]
- 1856 : 1 241
- 1861 : 1 210[12]
- 1866 : 1 440
- 1872 : 1 690
- 1876 : 2 108
- 1881 : 2 559
- 1886 : 2 846
- 1891 : 2 918
- 1896 : 2 978
- 1901 : 3 316
- 1906 : 3 025
- 1911 : 3 201
- 1921 : 3 379
- 1926 : 3 222
- 1931 : 3 272
- 1936 : 3 264
- 1946 : 3 221
- 1954 : 3 414
- 1962 : 3 872

## L'industrialisation

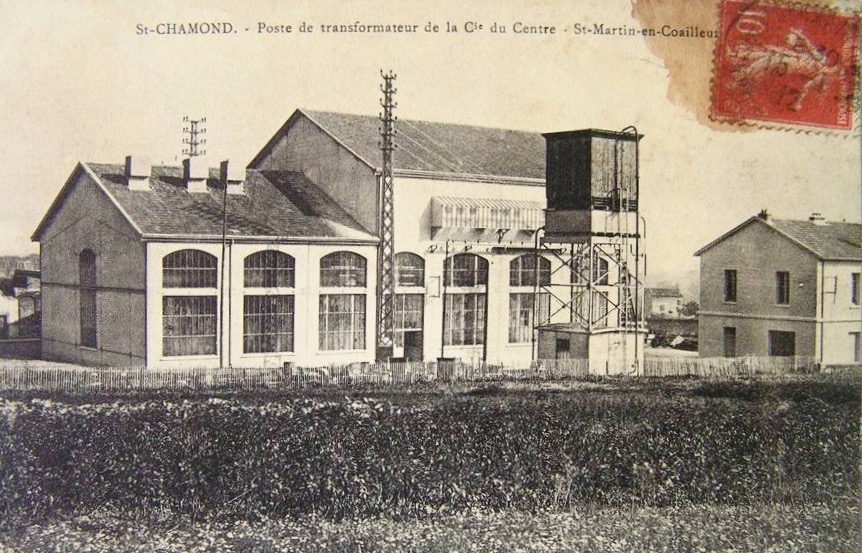
Saint-Martin-en-Coailleux, poste de transformateur de la Cie du Centre.

Importance du métier de cloutier[réf. nécessaire].
Les femmes constituent une main d'œuvre nombreuse dans le textile : moulinage des soies, fabriques de tresses et lacets, tissage des soieries[réf. nécessaire].

## Les maires de Saint-Martin-en-Coailleux
Le nom des maires de Saint-Martin-en-Coailleux figure dans les registres de délibérations du conseil municipal conservés aux archives municipales de Saint-Chamond. On en trouve également dans les Rapports adressés par M. le Préfet au Conseil général du département de la Loire.
- Perrochia, J.-B. : 1826
- Preynat, Jean-Benoît : 1841
- Macabéo : 1857
- Thouly, Jean-Antoine : 1878
- Chirat, Louis-Josepeh : 1881
- Humbert, François : 1897
- Heurteloup : 1900-1904 (démissionnaire)
- Aubert, G. : 1904[N 3], 1908
- Moleyre : 1910, 1925
- Verpilleux[N 4], Paul : 1931
- Rivory, Jean-Baptiste : 1947
- Bouchacourt, Marcel : -1964

## Religion

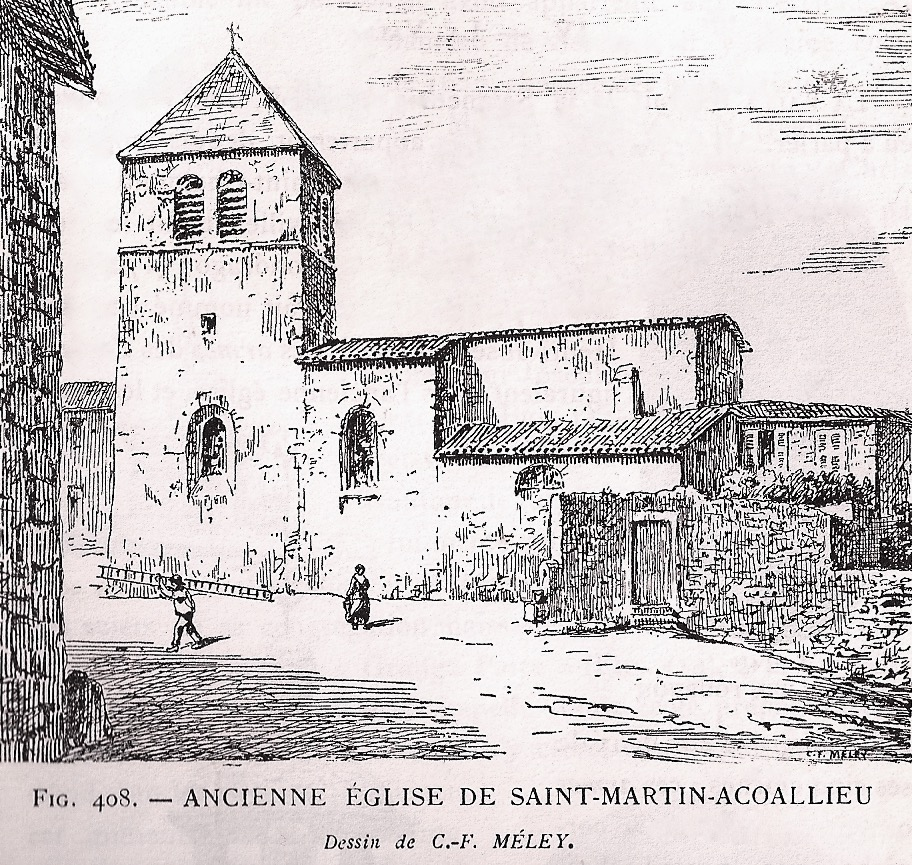
Saint-Martin-en-Coailleux, ancienne église, disparue au XIXe siècle, James Condamin, Histoire de Saint-Chamond, 1890.

### XIVesiècle
Au Moyen Âge, en janvier 1379, l'archevêque de Lyon, l'ancien doyen de la cathédrale archiépiscopal, Jean de Talaru, organise une visite pastorale qui dure des mois.
Parmi les 400 édifices inspectés, par lui directement ou par ses délégués, figure l'église de Saint-Martin-en-Coailleux. Dans le registre qui contient le texte de cette visite, deux phrases sont réservées à cette dernière : « à Saint Martin Acuallieu, en présence de maître Petro Bernardi et de nombreux paroissiens du lieu. Le curé n'est pas résident, mais (réside) à Saint Andéol ».
C'est le seigneur de Saint-Chamond qui nomme le curé, mais ce droit appartenait à l'église du Puy au XIIIe siècle. Une confrérie du scapulaire est établie dans l'église de Saint-Martin-en-Coailleux.

### Ancienne église
En 1874, une commission du conseil général de la Loire constate que : « L'église actuelle de Saint-Martin-en-Coailleux est non seulement de dimensions trop restreintes pour les besoins du culte, mais construite en partie en pisé, elle est arrivée à un état de vétusté qui ne laisse pas que de présenter du danger pour les fidèles ». Un désaccord oppose le conseil municipal qui voudrait se borner à une réparation et le conseil de fabrique qui souhaite une reconstruction. Cette dernière option est finalement décidée.

### Nouvelle église
La nouvelle église de Saint-Martin-en-Coailleux est construite entre 1877 et 1884. Elle est de forme gothique avec deux portes d'accès et un promenoir au faîte du clocher. Sa superficie est de 1 200 m2.
Le 1er mars 1906, en vertu de la loi du 9 décembre 1905 de séparation des Églises et de l'État, il est procédé à l'inventaire des biens de la fabrique paroissiale de Saint-Martin-en-Coailleux.
Les biens immeubles de l'église comprennent : un maître-autel en marbre, deux autels latéraux, des fonts baptismaux donnés par Thomas Dugas (1773-1857, adjoint au maire de Lyon), l'autel de la porte d'entrée, une chaire en bois sculpté, une horloge donnée par madame Émile Alamagny, deux bénitiers en marbre, les boiseries du chœur, onze stèles données par Ivan Dugas (1846-1908), sept vitraux, deux coffres-forts en fer de grande valeur, un harmonium, un ciboire en argent et de nombreux autres objets de culte.

### Notre-Dame de l'Hermitage
Saint-Martin-en-Coailleux est le lieu du pèlerinage au tombeau du "vénérable" Marcellin Champagnat qui se trouve dans la chapelle de Notre-Dame de l'Hermitage. La paroisse y descend en procession le 15 août.
La maison de cette institution est bâtie en 1824, sur l'initiative de Marcellin Champagnat. Il y meurt en 1840. Un an plus tard, l'état nominatif des habitants de Saint-Martin-en-Coailleux recense quatre prêtres, vingt-neuf frères et quarante-deux élèves à l'Hermitage.

### Les curés de Saint-Martin-en-Coailleux

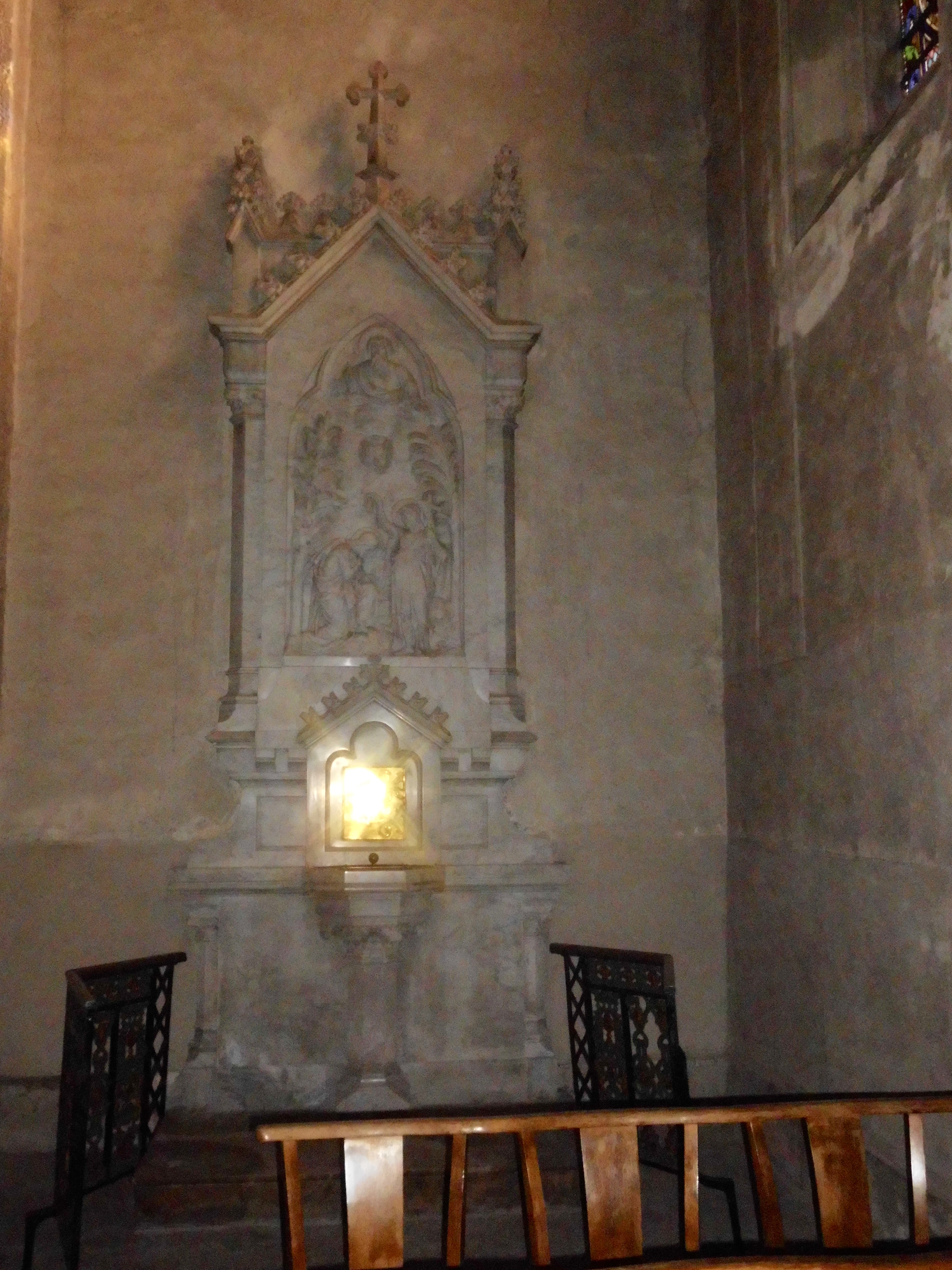
Saint-Martin-en-Coailleux, autel latéral dans l'église, 2014.

Une plaque apposée « à la mémoire de nos vénérés curés », dans l'église de Saint-Martin-en-Coailleux, mentionne les noms suivants :
- B. de Beaujeu : 1309
- J. Charles : 1500
- E. Mazenod : 1552
- J. Hilaire : 1561
- S. Morellier : 1592
- C. Gabriel : 1617
- P. de Lestang : 1652
- G. Terrasse : 1655
- F. Degraix : 1704
- C. Dugas : 1723
- Dugas : 1741
- L. de Ricquier : 1753
- P. Mottin : 1773
- T. Delavigne : 1774
- Forest : 1788
- Jamet : 1802
- M. Grangeon : 1803
- Brut : 1819
- Durbize, J.-L. : 1823
- Jayol : 1843
- C. Sorlin[N 7] : 1854
- A. Chanelière : 1894[N 8]
- P. Ploton : 1903
- J. Souvras : 1914
- C. Bertail : 1919
- J. Brunon : 1938.
- P. Chosson : 1975

## Les instituteurs de Saint-Martin-en-Coailleux

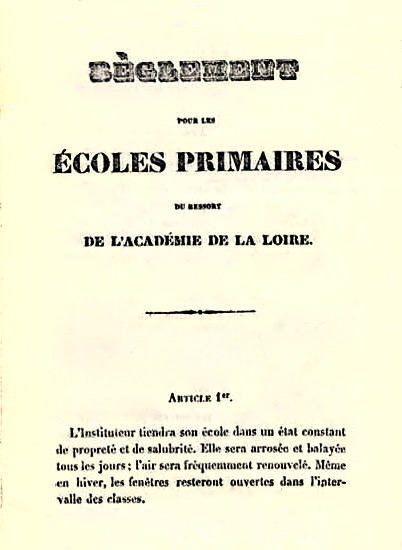
Règlement des écoles primaires de l'Académie de la Loire, 1852.

Les noms des instituteurs sont extraits des recensements. En l'espace de 70 ans, le nombre d'instituteurs dans la commune est passé de un à six.
- Pascal, Jean Laurent : 1841
- Barrot, Louis : 1846 et 1851
- Gagnère, Jean : 1851[N 9]
- Charles, Pierre : 1856
- Gelin, Jean : 1856[N 10]
- Bur, Philibert : 1861
- Montagne, Jean-Baptiste : 1861[N 11]
- Vallat, Mathurin : 1891
- Louat, Marie-Antoinette : 1891[N 12]
- Imbert, Jean : 1891[N 13]
- Imbert, Antoine : 1901[N 14]
- Louat, Marie-Antoinette : 1901
- Vallat, Mathurin : 1901
- Vallat, Jean-François : 1906[N 15]
- Delobre, Jeanne : 1906[N 16]
- Maisonneuve, Louise : 1906[N 17]
- Carton, Blanche : 1906[N 18]
- Vallat, Mathurin : 1906[N 19]
- Delobre, Jeanne : 1911
- Ferrier, François : 1911[N 20]
- Robineau, François : 1911[N 21]
- Robineau, Blanche : 1911[N 22]
- Charvieux, Francisque : 1911[N 23]
- Tardy, Joseph : 1911[N 24]

## Souvenir du poète André Ronze

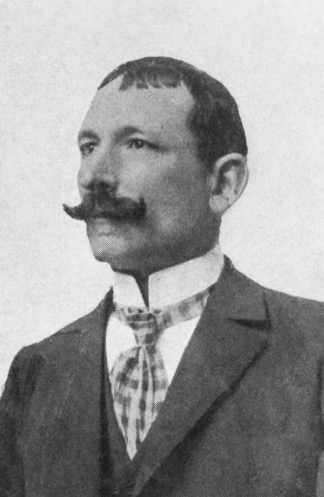
André Ronze (1869-1930).

Le poète, peintre et musicien saint-chamonais André Ronze (1869-1930) a décrit Saint-Martin-en-Coailleux : "à vingt minutes de chemin de la petite cité industrielle de Saint-Chamond ; il a comme fond les deux petites collines de Paraqueux. Sa situation topographique, son aspect pittoresque, son petit clocher blanc émergeant d'un bouquet d'arbres et les souvenirs qui se rattachent pour moi à ces simples choses ont toujours occupé une large place dans mon existence.
Lorsque j'étais jeune, j'allais souvent errer dans la vallée de l'Onzion. L'Onzion est un ruisseau qui prend sa source au pic de Chavanol et, dans le vallon qui porte son nom, il coule tranquillement à l'ombre des chênes et des frênes. C'est là que nous allions, mes trois amis et moi, avant de nous diriger sur Saint-Martin, les pins Flachat et le Pilat".

## Personnalités
- Marcellin Champagnat, né à Marlhes et mort à Saint-Martin-en-Coailleux en 1840.
- André Ronze, 1869-1930, poète, peintre, musicien.
- Jean-Benoît Preynat, 1870-1909, prêtre missionnaire en Chine, servit de guide et d'interprète aux membres de la mission lyonnaise d'exploration commerciale en 1896.
- François-Jullien Sutre, ingénieur principal aux Aciéries de la Marine, mort en 1940.
- Julien Chomienne, 1919-2002, ouvrier sidérurgiste, résistant, déporté à Mauthausen.
- Antoine Coron, né en 1948 à Saint-Martin-en-Coailleux, archiviste-paléographe, directeur de la Réserve des livres rares à la BnF, Bibliothèque nationale de France (1993-2014).

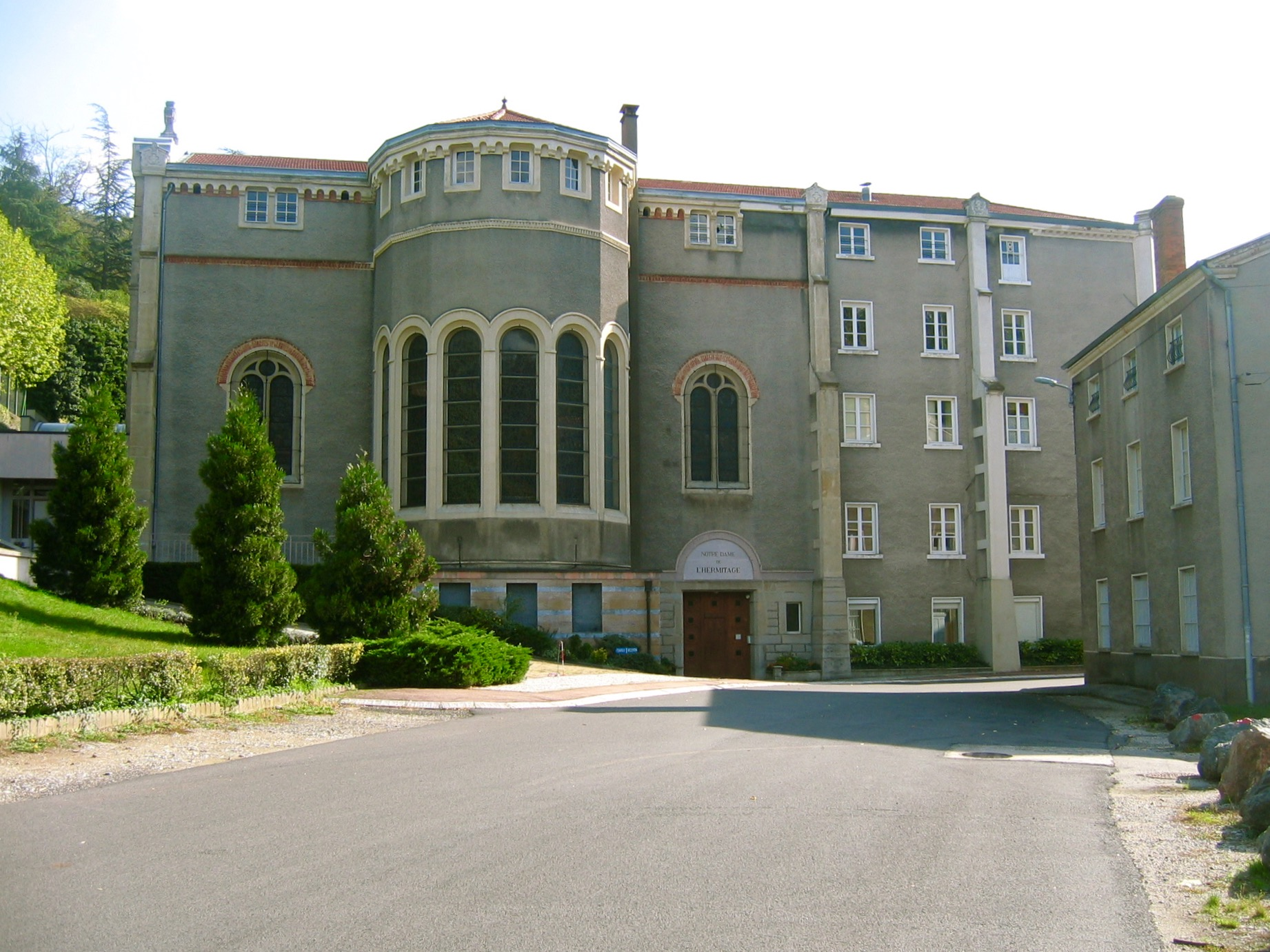
Notre-Dame de l'Hermitage, entrée, octobre 2006.

## Lieux et monuments
- La Croix de Paraqueue : promontoire rocheux situé à 633 m d'altitude, surmonté d'une croix de mission érigée au XIXe siècle, en remplacement d'une croix plus ancienne.
- Les pierres à cupules autour de la croix de Paraqueue[21].
- Église, consacrée en 1884 par le cardinal Caverot.
- maison de Notre-Dame de l'Hermitage (Frères maristes), fondée par Marcellin Champagnat.

## Photographies anciennes

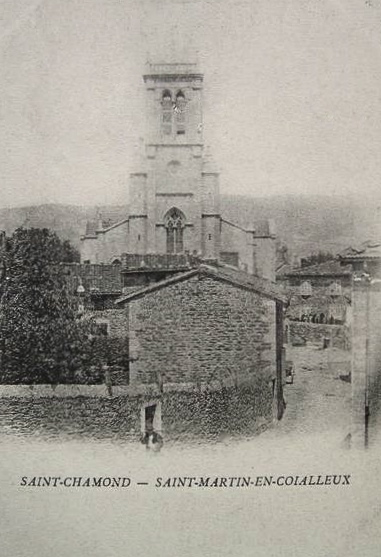
Saint-Martin-en-Coailleux, clocher de l'église.
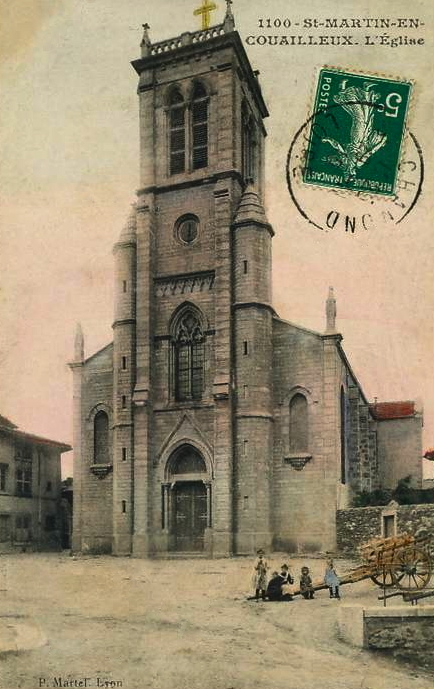
Saint-Martin-en-Coailleux, église.
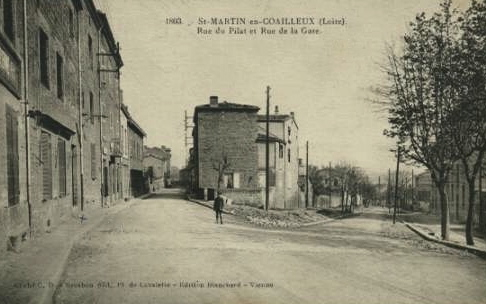
Saint-Martin-en-Coailleux, rue du Pilat et rue de la Gare.
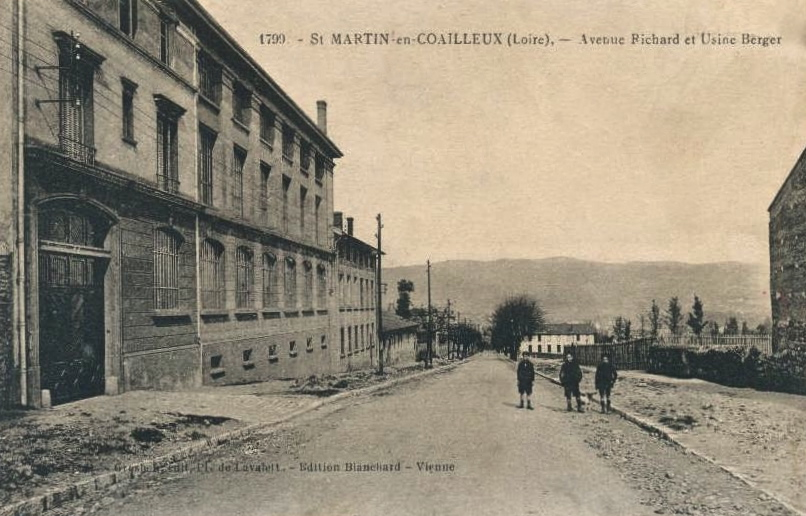
Saint-Martin-en-Coailleux, avenue Richard et usine Berger.
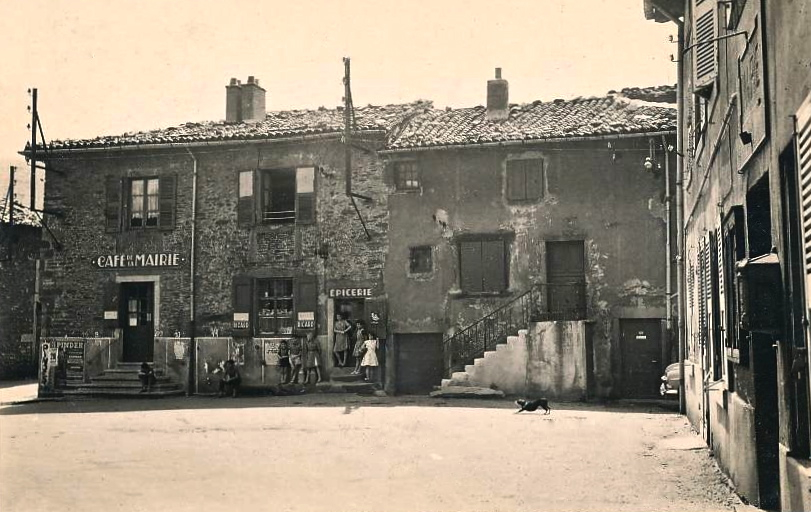
Saint-Martin-en-Coailleux, Café de la Mairie.
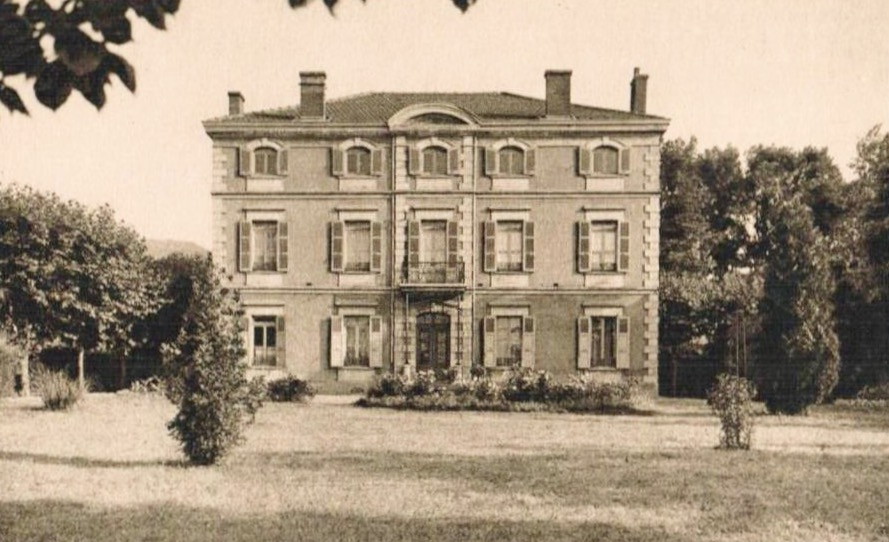
Saint-Martin-en-Coailleux, La Renardière.

## Photographies anciennes: place de la Valette

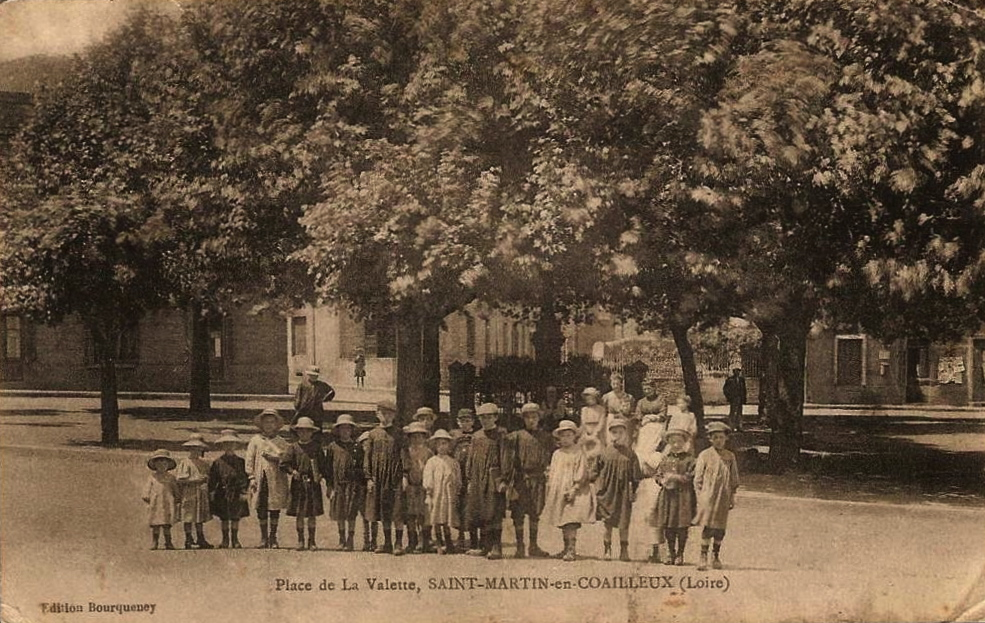
Saint-Martin-en-Coailleux, place de la Valette, enfants.
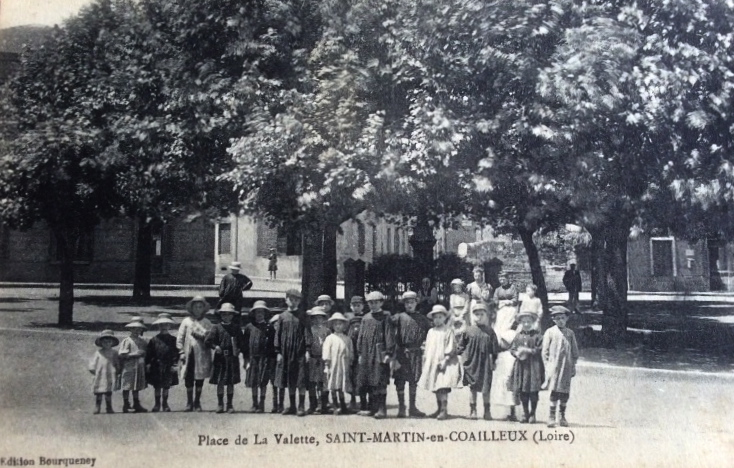
Saint-Martin-en-Coailleux, place de la Valette, enfants.
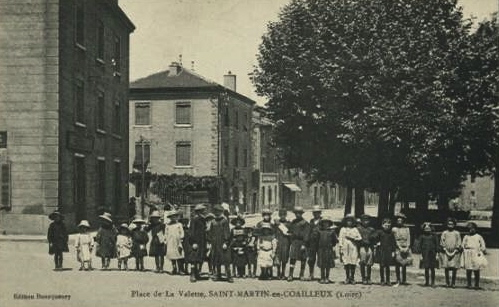
Saint-Martin-en-Coailleux, enfants, place de la Valette.
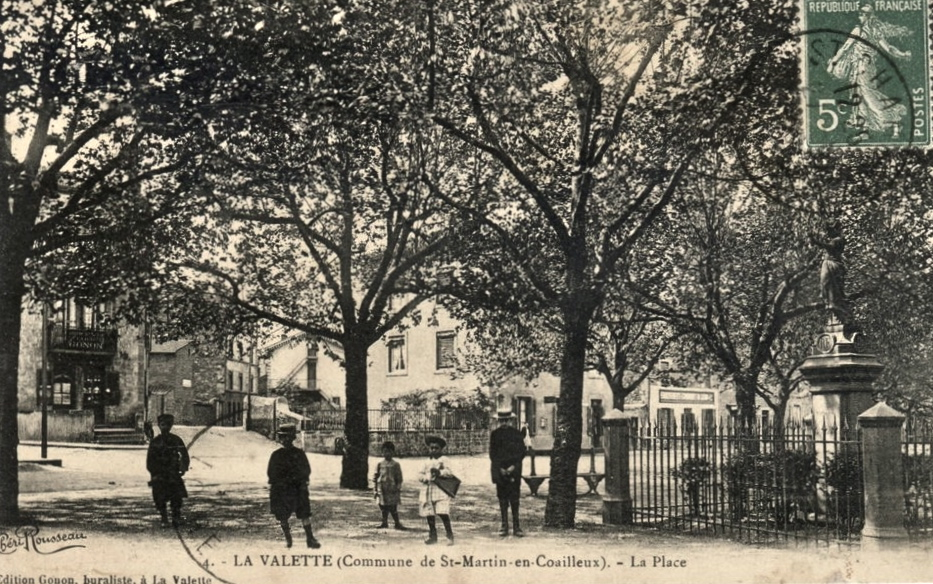
Saint-Martin-en-Coailleux, place de la Valette, banc et enfants.
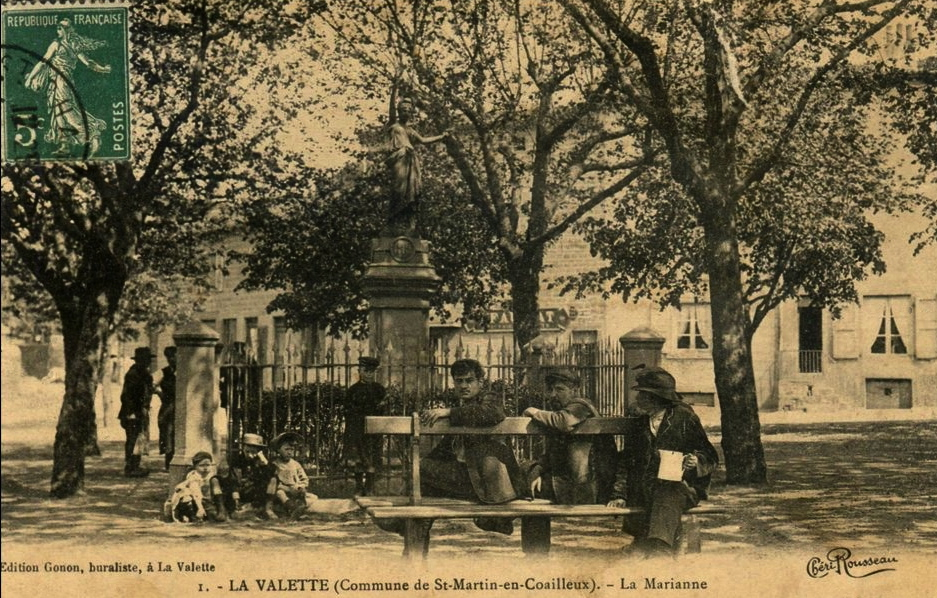
Saint-Martin-en-Coailleux, place de la Valette, banc et personnages (1).
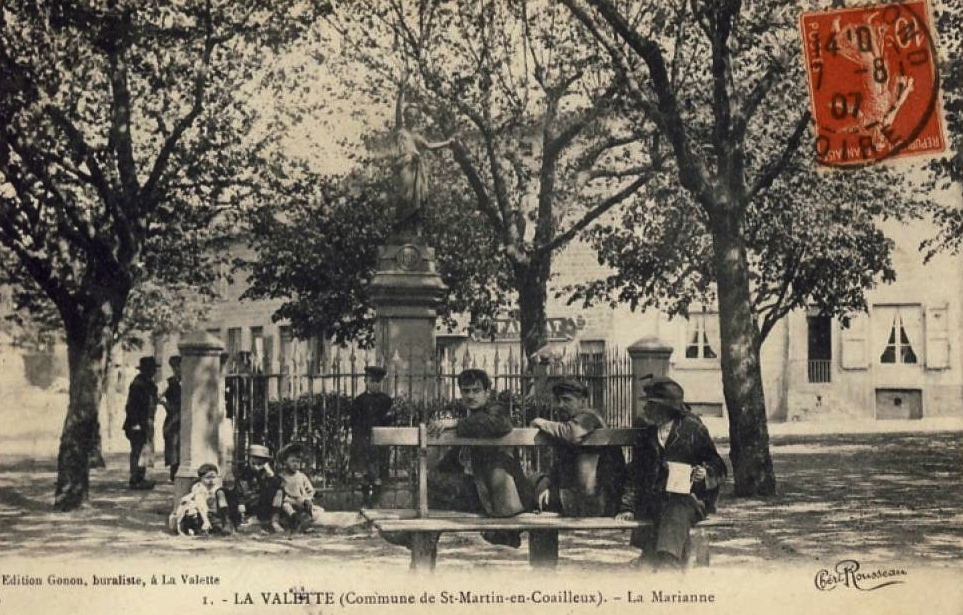
Saint-Martin-en-Coailleux, place de la Valette, banc et personnages (2).

## Photographies récentes

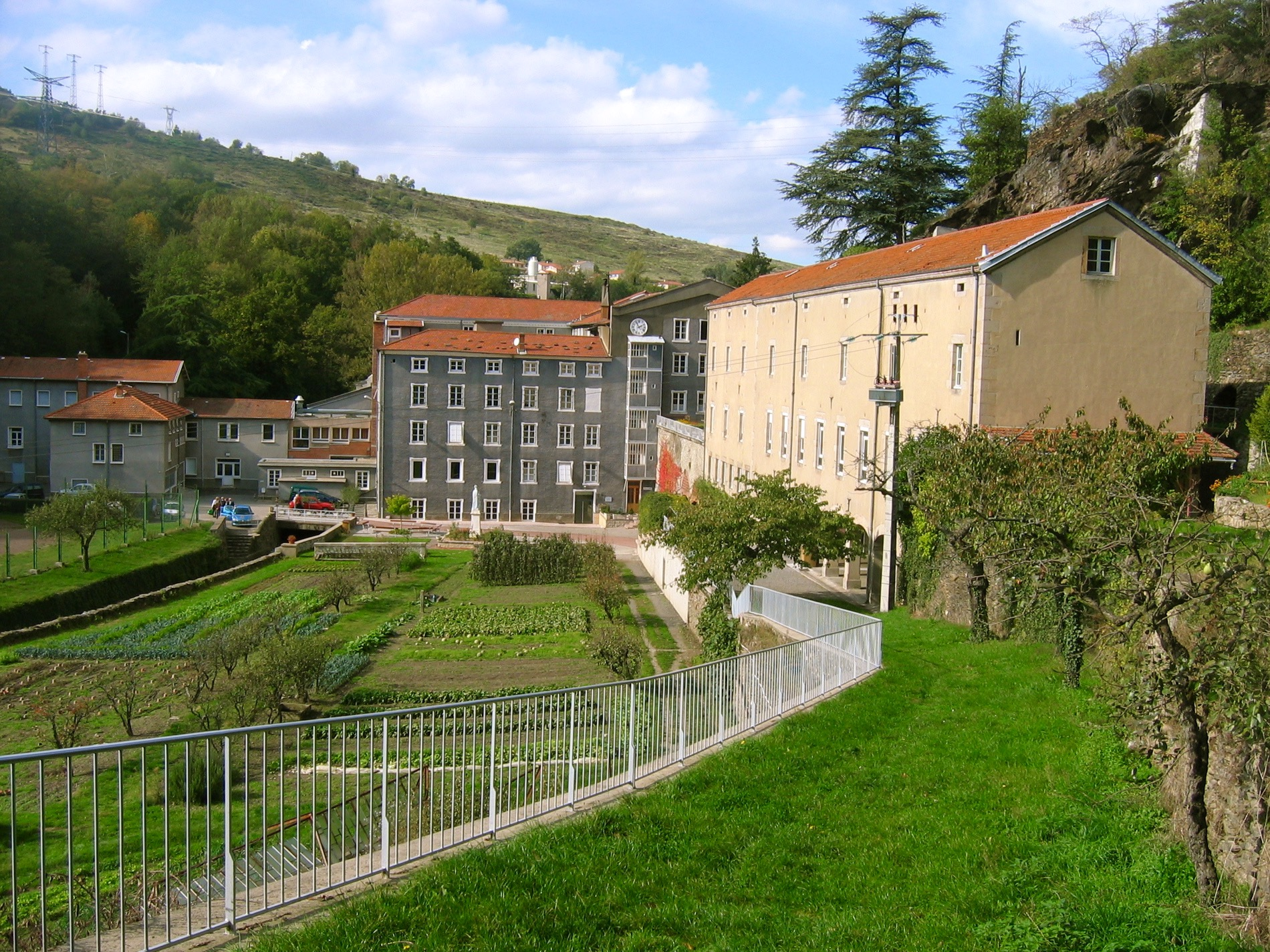
Saint-Martin-en-Coailleux (Loire), Notre-Dame de l'Hermitage, octobre 2006.
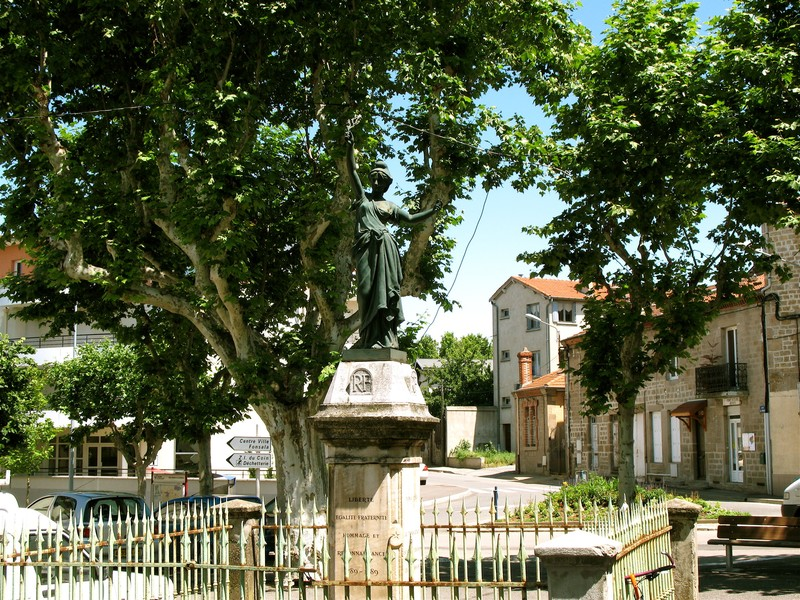
Saint-Martin-en-Coailleux, statue érigée en 1889, place de la Valette, 2007.
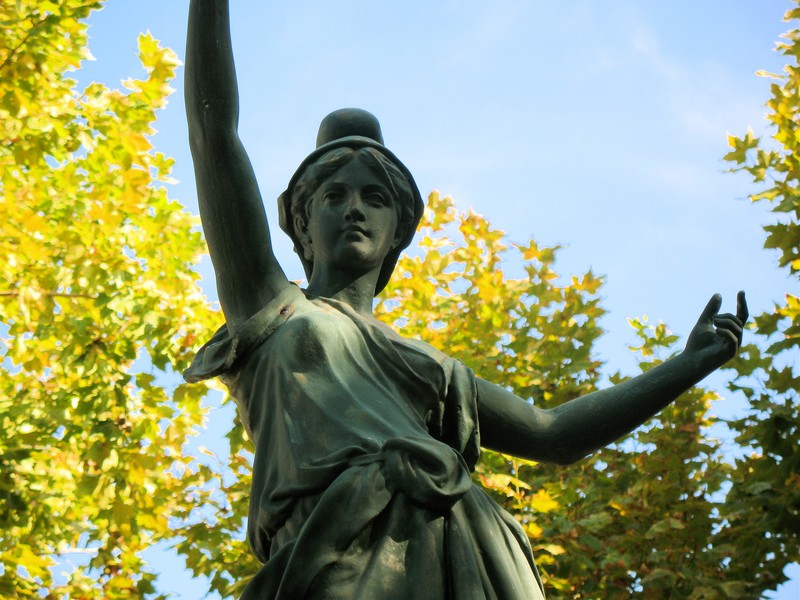
Saint-Martin-en-Coailleux, statue érigée en 1899, place de la Valette, 2007.
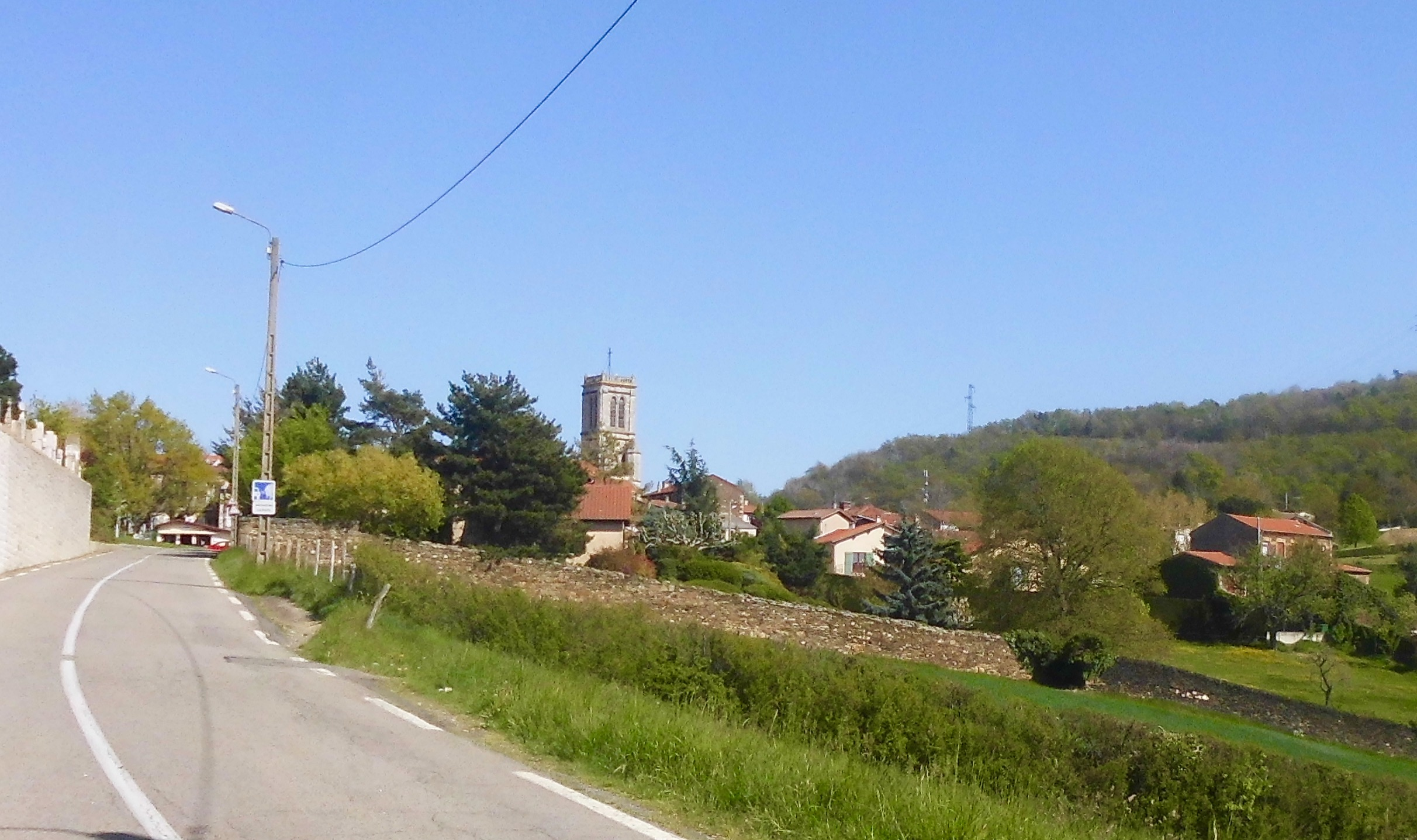
Saint-Martin-en-Coailleux, 16 avril 2014.
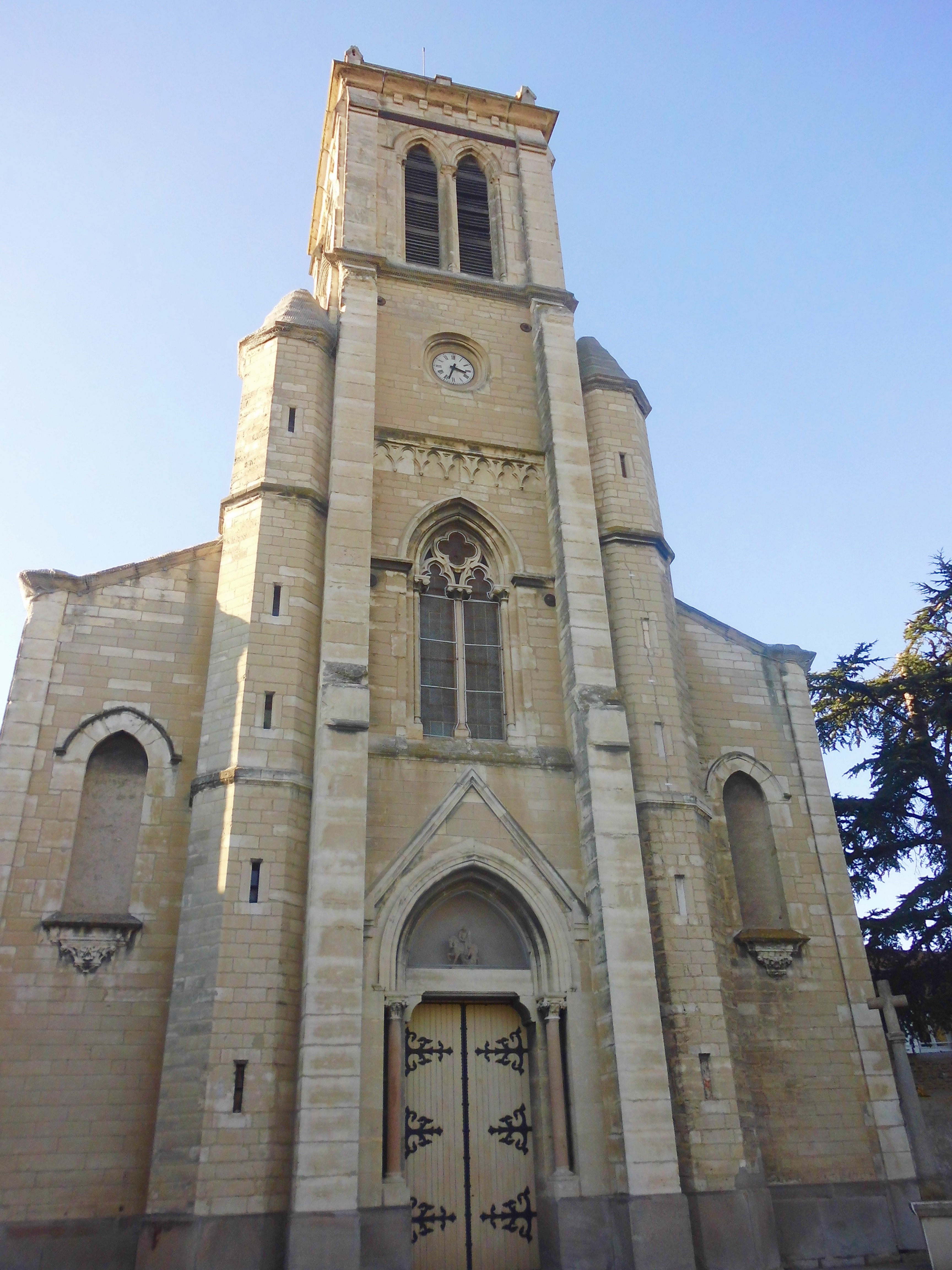
Saint-Martin-en-Coailleux, église, avril 2014.